# Belleza prohibida
Belleza prohibida (Stage Beauty) es una película de 2004, coproducida entre EE. UU. Reino Unido y Alemania,  dirigida por Richard Eyre. Durante 8 semanas, en Londres y sus alrededores, el director  grabó esta película ambientada en el siglo XVII y basada en hechos históricos. Billy Crudup (Big Fish) y Claire Danes (Romeo + Julieta) protagonizan el largometraje como Ned y Maria.

## Sinopsis
Inglaterra del siglo XVII. Las mujeres aún tienen prohibido subir a un escenario para trabajar como actrices. Son los hombres los que tienen que hacer de "ellas", y entre todos destaca uno, Edward "Ned" Kynaston, que ha hecho suyos los papeles femeninos más importantes del momento. Pero su vida está a punto de dar un vuelco. El rey Carlos II, cansado de ver siempre a los mismos artistas interpretando las mismas comedias, y engatusado por su amante, la actriz Nell Gwyn, decide permitir que las mujeres suban a los escenarios. Mientras Ned ve su carrera caer en picado, María, su ayudante de vestuario que está secretamente enamorada de él, se convierte en la estrella del momento con un futuro prometedor. Será ella quien ayude a Ned a salir de los garitos inmundos en los que comienza a moverse para que vuelva a convertirse en el gran actor que es.

## Reparto
- Billy Crudup - Edward Kynaston|Ned Kynaston
- Claire Danes - Maria /Margaret Hughes
- Tom Wilkinson - Thomas Betterton
- Rupert Everett - Rey Carlos II de Inglaterra
- Zoe Tapper - Nell Gwynn
- Richard Griffiths - Sir Charles Sedley
- Hugh Bonneville - Samuel Pepys
- Ben Chaplin - George Villiers, Segundo Duque de Buckingham
- Edward Fox - Sir Edward Hyde
- Alice Eve - Miss Frayne
- Stephen Marcus - Thomas Cockerell
- Tom Hollander - Sir Peter Lely

## Premios y nominaciones
La película ganó el Festival de Cine de Cambridge en la categoría de Mejor Película.